# Tiago Camilo
Tiago Camilo, född den 24 maj 1982 i Tupã, Brasilien, är en brasiliansk judoutövare.
Han tog OS-silver i herrarnas halv mellanvikt i samband med de olympiska judotävlingarna 2000 i Sydney.
Han tog därefter OS-brons i herrarnas halv mellanvikt i samband med de olympiska judotävlingarna 2008 i Peking.